# Manuel González (exfutbolista)
Manuel González (nacido en Rosario, Santa Fe) es un exfutbolista argentino que se desempeñó como centrodelantero y disputó toda su carrera en Newell's Old Boys. Era el hermano de otras dos leyendas del club del Parque Independencia, como fueron Faustino y Caracciolo González.

## Trayectoria
Manuel comenzó su carrera en Newell's Old Boys en 1906, con los primeros pasos de la Liga Rosarina de Fútbol, creada un año antes. Era un centrodelantero potente y goleador. Defendió en toda su carrera los colores rojinegros de Newells, ganando 6 títulos de la Primera División Rosarina, y una Copa nacional de AFA.
Manuel González es el máximo goleador de la historia completa de Newells, con 163 goles documentados. Además es el máximo goleador de la historia del clásico rosarino, anotándole a Rosario Central 30 goles.
En adición, Lito señaló 2 de los 3 goles con los que Newells derrotó al Club Porteño en la final de la Copa de Honor de 1911 (torneo oficial de AFA) en donde La lepra obtuvo su primer título nacional oficial.

## Clubes
| Club             | País      | Año         |
| ---------------- | --------- | ----------- |
| Newells Old Boys | Argentina | 1906 - 1918 |

## Palmarés

### Campeonatos nacionales
| Equipo           | País      | Título        | Año  |
| ---------------- | --------- | ------------- | ---- |
| Newells Old Boys | Argentina | Copa de Honor | 1911 |

### Campeonatos regionales
| Equipo           | País      | Título            | Año  |
| ---------------- | --------- | ----------------- | ---- |
| Newells Old Boys | Argentina | Copa Nicasio Vila | 1907 |
| Newells Old Boys | Argentina | Copa Nicasio Vila | 1909 |
| Newells Old Boys | Argentina | Copa Nicasio Vila | 1910 |
| Newells Old Boys | Argentina | Copa Nicasio Vila | 1911 |
| Newells Old Boys | Argentina | Copa Nicasio Vila | 1913 |
| Newells Old Boys | Argentina | Copa Nicasio Vila | 1918 |